# Nationaal Congres van de Communistische Partij van China

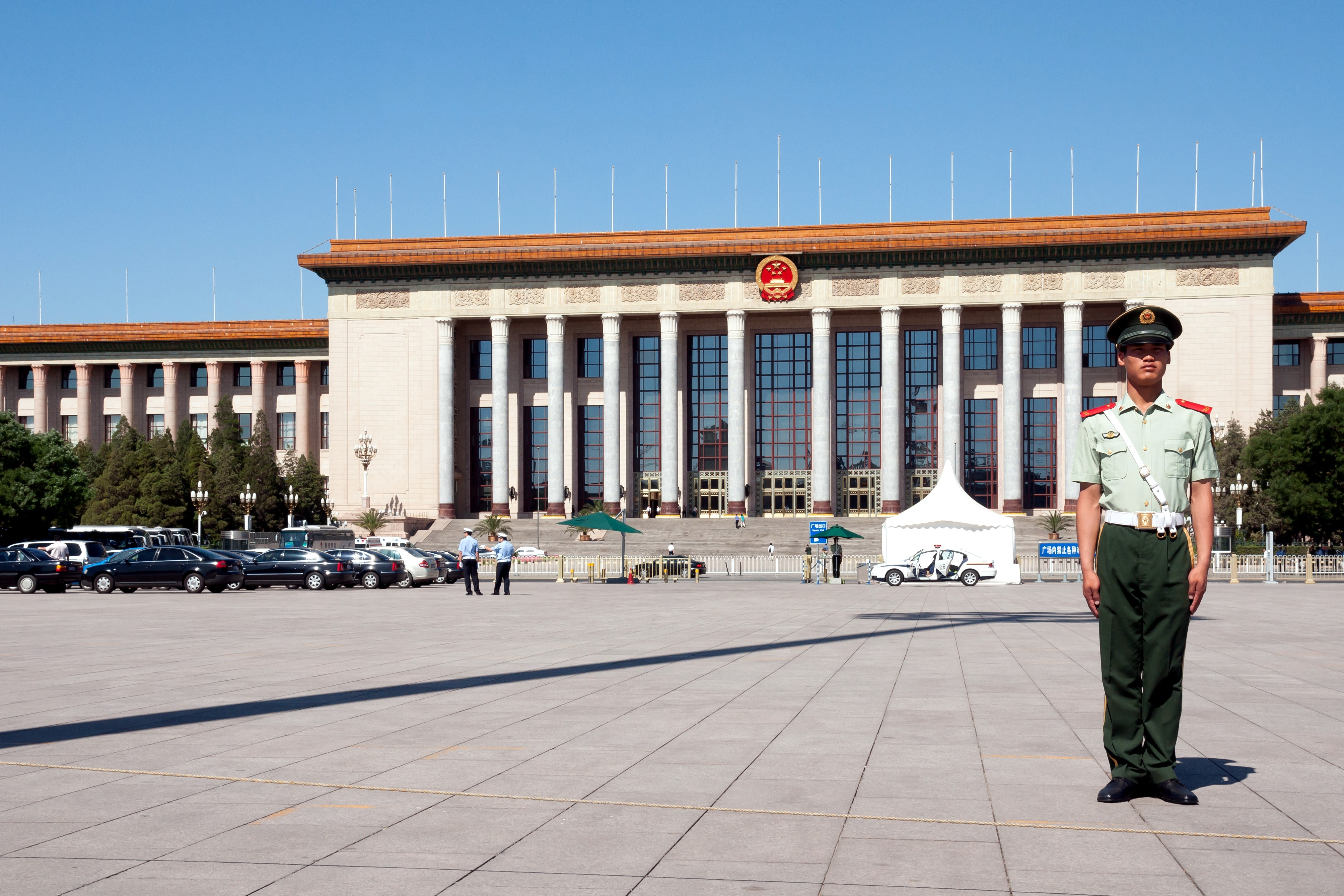
De Grote Volkszaal, de vaste vergaderlocatie van het NCCPC

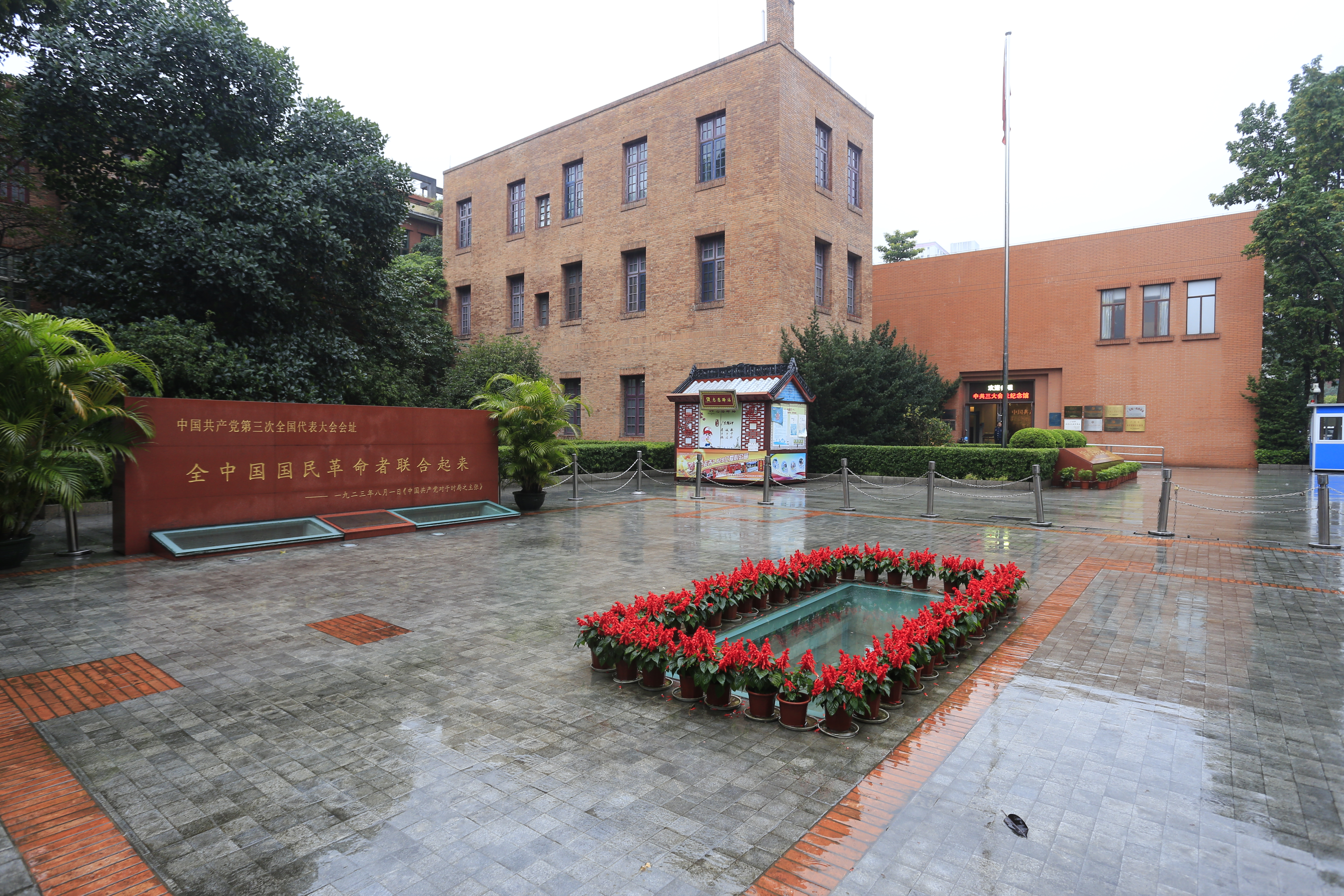
Vergaderlocatie 3e partijcongres in Kanton

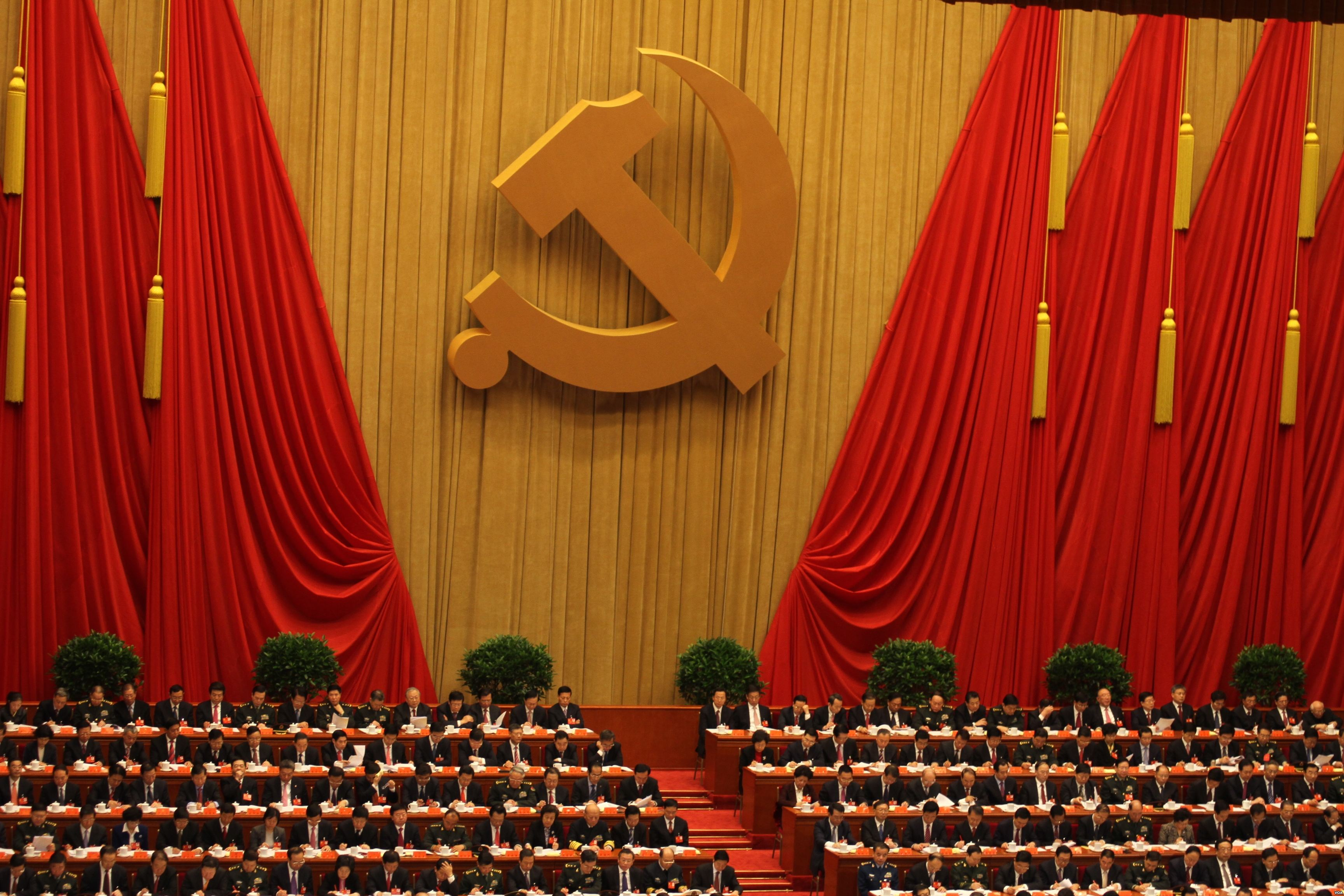
Het 18e partijcongres (2012)

Het Nationaal Congres van de Communistische Partij van China (NCCPC) (vereenvoudigd Chinees: 中国共产党全国代表大会; pinyin: Zhōngguó Gòngchǎndǎng Quánguó Dàibiǎo Dàhuì) is een partijcongres dat elke vijf jaar wordt gehouden. Het Nationaal Congres is theoretisch het hoogste orgaan binnen de Communistische Partij van China. De locatie voor het evenement, te beginnen in 1956, is de Grote Hal van het Volk in Peking.

## Activiteiten
Artikel 19 van het partijstatuut bepaalt dat het Congres iedere vijf jaar zal worden gehouden, tenzij er zwaarwegende redenen zijn om hiervan af te wijken. Het Centraal Comité kan een extra vergadering bijeenroepen. De provinciale partijleiders kunnen dit ook, als ten minste een derde dit verzoek ondersteunt.
De functies en bevoegdheden van de NCCPC zijn vastgelegd in artikel 20. De afgevaardigden bespreken en nemen besluiten over belangrijke kwesties met betrekking tot de partij en kunnen het partijstatuut herzien. Zij benoemen de leden van het Centraal Comité en van de Centrale Commissie voor de Partijdiscipline. Tot slot horen zij de verslagen van het Centraal Comité aan en mogen deze, net als de rapporten van de Centrale Commissie voor de Partijdiscipline, onderzoeken.
Tussen twee partijcongressen in nemen de leden van de Centraal Comité de zaken waar. Zij voeren de genomen besluiten uit en representeren de partij naar buiten (artikel 23).

## Afgevaardigden
Bij het NCCPC zijn tegenwoordig ruim 2200 leden aanwezig. Voorheen waren er leden met en zonder stemrecht en meer van recente datum zijn speciale gasten. Dit zijn gepensioneerden en zij hebben ook stemrecht.
Het is beleid om ongeveer de helft van deelnemers elke vijf jaar te wijzigen en daarmee een soepele en ordentelijke opvolging te regelen. Hierbij maken ouderen maken plaats voor jongeren en verder wordt voorkomen dat personen te lang aanblijven en daarmee persoonsverheerlijking (Engels: personality cult) te voorkomen. Voor het NCCPC worden veel onderhandelingen gevoerd, waarbij niet alleen de topleiders betrokken zijn, over de personele wijzigingen in het Congres. De afgevaardigden van het Congres worden formeel gekozen uit partijorganisaties.

## Bijeenkomsten
In de afgelopen twee decennia is het belang van de buitenwereld voor het partijcongres gegroeid. Na de dood van Mao is het land veel meer internationaal actief geworden, aanvankelijk vooral economisch maar ook politiek is China actiever geworden op het wereldtoneel. Het Congres is een platform en symbolisch onderdeel van leiderschapsveranderingen en krijgt daarom meer internationale media-aandacht.
| Nationaal Congres | Start/Eind Duur                           | Afgevaardigden                                   | Aantal partijleden | Bijzonderheden |
| ----------------- | ----------------------------------------- | ------------------------------------------------ | ------------------ | --- |
| 1e                | 23–31 juli 1921 8 dagen                   | 12                                               | 50                 | In Shanghai wordt het eerste partijcongres gehouden en zijn de belangrijkste doelen vastgelegd. Mede oprichter van de CCP Chen Duxiu wordt benoemd tot eerste voorzitter.                                                                           |
| 2e                | 16–23 juli 1922 7 dagen                   | 12                                               | 195                | Wederom in Shanghai. Het partijstatuut wordt goedgekeurd en de partij wordt onderdeel van het Komintern. |
| 3e                | 12–20 juni 1923 8 dagen                   | ~30                                              | 420                | Onder druk van de Sovjet-Unie wordt in Kanton besloten samen te werken met de nationalistische Kwomintang. |
| 4e                | 11–22 jan. 1925 11 dagen                  | 20                                               | 994                | |
| 5e                | 27 april–9 mei 1927 13 dagen              | ~80                                              | 57.967             | |
| 6e                | 18 juni–11 juli 1928 11 dagen             | 84 MS (met stemrecht) – 34 ZS (zonder stemrecht) | 130.194            | Nadat de samenwerking met de Kwomintang in 1927 tot een bloedig einde is gekomen, wordt deze vergadering in Moskou gehouden. |
| 7e                | 23 april–11 juni 1945 49 dagen            | 544 MS – 208 ZS                                  | 1.210.000          | Pas na 17 jaar weer een bijeenkomst in oorlogstijd in Yan'an. Mao Zedong wordt benoemd voor alle belangrijke posities in de partij. |
| 8e                | 15–27 sept. 1956 – 5–23 mei 1958 49 dagen | 1026 MS – 107 ZS                                 | 10.730.000         | Eerste congres na de machtsovername door de CCP. Socialisme was stevig verankerd en er komt meer focus op economische ontwikkeling van het land. Zhou Enlai presenteert 2e vijfjarenplan (1958-1962).                                               |
| 9e                | 1–24 april 1969 23 dagen                  | 1512                                             | 22.000.000         | China en de partij hadden zwaar geleden onder de Culturele Revolutie. Veel partijleden zijn zwaar bekritiseerd en uit de partij gezet. Lin Biao presenteert theorie van continue revolutie en wordt gezien als opvolger van Mao.                    |
| 10e               | 24–28 aug. 1973 4 dagen                   | 1249                                             | 28.000.000         | Lin Biao wordt verguisd als contrarevolutionair. De Bende van Vier, Jiang Qing, Zhang Chunqiao, Yao Wenyuan en Wang Hongwen, verstevigde zijn positie.                                                                                              |
| 11e               | 12–18 aug. 1977 6 dagen                   | 1510                                             | 35.000.000         | Mao is een jaar dood. Bende van Vier wordt verguisd en de Culturele Revolutie komt officieel tot een einde. Deng Xiaoping heeft prominente rol. Focus gaat naar economische ontwikkeling om van China een krachtig en modern land te maken.         |
| 12e               | 1–11 sept. 1982 6 dagen                   | 1600 MS – 149 ZS                                 | 39.000.000         | Deng Xiaoping introduceert Socialisme met Chinese karakteristieken. |
| 13e               | 25 okt–1 nov. 1987 6 dagen                | 1936 MS – 61 SG (speciale gast)                  | 46.000.000         | Het congres stelt een ontwikkelingsstrategie voor de economie van het land op. Het congres wil een sterke stijging van het bruto nationaal product (BNP) in het jaar 2000 bereiken en daarmee de levensomstandigheden van alle Chinezen verbeteren. |
| 14e               | 12–18 okt. 1992 6 dagen                   | 1989 MS – 46 SG                                  | 51.000.000         | |
| 15e               | 12-18 sept. 1997 7 dagen                  | 2074 MS – 60 SG                                  | 58.000.000         | |
| 16e               | 8–14 nov. 2002 7 dagen                    | 2114 MS – 40 SG                                  | 66.000.000         | Jiang Zemin's theorie van de Drie Representaties wordt opgenomen in het partijstatuut. |
| 17e               | 15–21 okt. 2007 7 dagen                   | 2217 MS – 57 SG                                  | 73.363.000         | |
| 18e               | 8–14 nov. 2012 7 dagen                    | 2270 MS – 57 SG                                  | 82.600.000         | |
| 19e               | 18–24 okt. 2017 7 dagen                   | 2280 MS – 57 SG                                  | 89.000.000         | Gedachtegoed van Xi Jinping wordt in partijstatuut opgenomen. Zijn ideeën betreffen, onder andere, de bestrijding van corruptie, meer milieubescherming, absolute macht van de partij over het Volksbevrijdingsleger en een hereniging met Taiwan.  |